# Anna Wladimirowna Nikulina

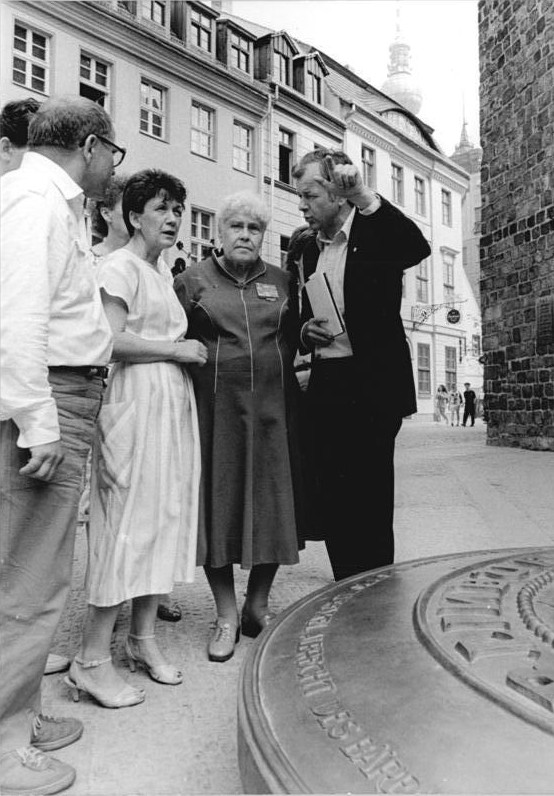
Anna Nikulina 1987 in Berlin (2.v.r)

Anna Wladimirowna Nikulina (russisch Анна Владимировна Никулина; * 22. Dezember 1904 in Kardonikskaja [heute Karatschai-Tscherkessien]; † 1992 in Moskau) war eine Soldatin der Roten Armee, die zuletzt im Range eine Majors diente.  Nikulina hisste während der Befreiung von Berlin 1945 in der Nacht vom 1. auf den 2. Mai die Rote Fahne auf der Reichskanzlei.

## Leben
Nikulinas Vater war nach der Oktoberrevolution Vorsitzender eines Bauernkomitees in Tscherkessk. In der Zeit der Russischen Interventions- und Bürgerkriege ermordeten Anhänger der Weißen Armee ihren Vater und misshandelten ihre Mutter und den Großvater. Daraufhin schloss sich Nikulina als erste ihres Ortes dem sowjetischen Komsomol – dem kommunistischen Jugendverband – an. Hier stieg sie bis zur Bezirksleitung auf. Später studierte sie an der Staatlichen Universität Saratow sowie der Staatlichen Universität Rostow. Dem Parteieintritt 1925 folgte ihre Heirat mit Nikolai Vinogradow, der später von Gegnern der Kollektivierung ermordet wurde. Sie nahm fortan verschiedene Posten in der KPdSU ein.

## Militärische Karriere

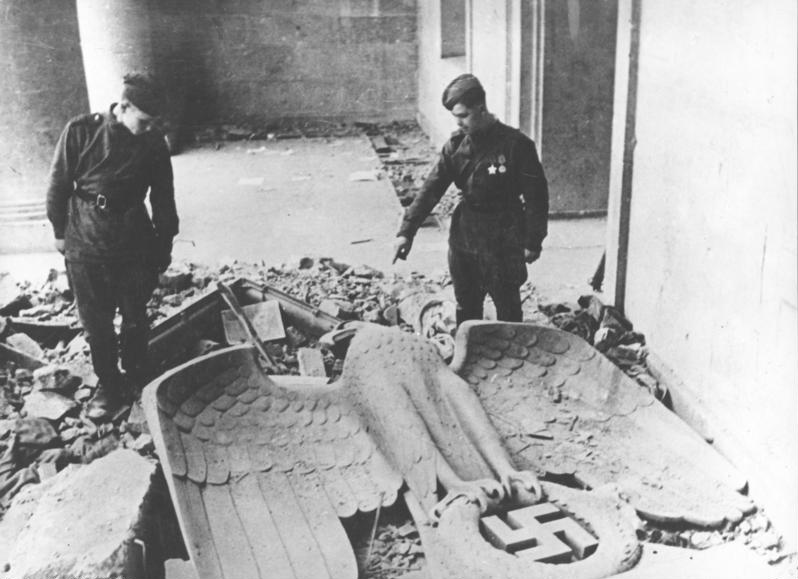
Rotarmisten stehen am 2. Mai 1945 in der zerstörten Reichskanzlei

Sie begann nach dem Tod ihres Mannes ihre Ausbildung als Politoffizier mit einem Studium der Politik- und Militärwissenschaften an der Universität Rostow. Militärische Einsätze als Politoffizier hatte sie in Mosdok und dem Dorf Angelinovskaia. Im April 1945 diente sie als Instrukteurin der Politabteilung des 9. Schützenkorps der 5. Stoßarmee unter Generaloberst Nikolai Bersarin und war am Vormarsch auf die Reichskanzlei beteiligt. Nachdem Artillerie Breschen in die Wände der Reichskanzlei geschossen hatte, drangen die ersten sowjetischen Einheiten in den Komplex. Mit den Sturmgruppen des Bataillons Schapowalow erreichte Nikulina das Gebäude mit dem Auftrag, auf dem Dach die Rote Fahne zu hissen. Begleitet von einer Gruppe Freiwilliger, „setzte [sie] [...] die Siegesfahne auf das Dach.“ resümiert Generalmajor d. R. Wladimir Antonow.

## Rezeption
Militärgeschichtlich wird sie vor allem als Frau gewürdigt, der die symbolische Aufgabe zukam, in den Kämpfen um Berlin das wirkungsmächtige Hissen der Roten Fahne über der Reichskanzlei durchzuführen.
Die DEFA zeigte auf dem 9. Dokumentarfilmfestival in Neubrandenburg den von Kurt Seehafer und Klaus Ehrlich produzierten Fernsehfilm Major Anna, der die historischen Ereignisse und das Leben Nikolinas in Moskau thematisiert.
Für britische Dokumentationsreihe Die Welt im Krieg wurde Nikulina 1974 als Zeitzeugin zu den Ereignissen in Berlin 1945 interviewt.
In den 1980er Jahren war Nikulina mehrmals als Ehrengast zu den Feierlichkeiten zur Befreiung vom Faschismus in Berlin zu Gast und nahm hier in verschiedenen Positionen als Repräsentantin der Sowjetunion teil.
Bengt von zur Mühlen und Tony Le Tissier publizierten 1994 in ihrem Buch Der Todeskampf der Reichshauptstadt, dass Nikulina die Rote Fahne auf dem Reichstagsgebäude gehisst habe. Die Berliner Zeitung referierte ein Jahr später diese Falschinformation. Klaus Kühnel schrieb hier:

„[…] das kürzlich von Bengt von zur Mühlen herausgegebene Buch ‚Der Todeskampf der Reichshauptstadt‘ – zum Beispiel jene [Legende] von der Hissung der Roten Fahne auf dem Reichstag. Die Wahrheit ist: Alle von diesem Ereignis bekannten Aufnahmen wurden gestellt; die erste Rote Fahne auf dem Reichstagsgebäude hißte eine Frau, die russische Majorin Anna Wladimirowa Nikulina. Und eigentlich war es gar keine Fahne im üblichen Sinne, sondern ein Bettinlett, das sich findige Rotarmistinnen besorgt hatten. Aber die Tat der Majorin, die gewiß nicht weniger symbolkräftig war als die nachgestellten Aufnahmen, paßte Stalin, der die Aufnahmen angeordnet hatte, nicht ins Konzept.“

## Schriften
- Plamja w notschi (Пламя в ночи; Flammen in der Nacht). Moskau 1982[16]

## Filme
- Major Anna (Fernsehfilm 1986)